# The Phoenix (Grey Daze)
The Phoenix è il secondo album di remix del gruppo musicale statunitense Grey Daze, pubblicato il 17 giugno 2022 dalla Loma Vista Recordings.

## Descrizione
Contiene i restanti dieci brani che il gruppo ha rivisitato attingendo dai loro primi due album Wake Me e ...No Sun Today senza alterare la voce del frontman Chester Bennington registrata all'epoca. Riguardo all'approccio optato per The Phoenix, il batterista Sean Dowdell ha spiegato:
Durante la realizzazione dei brani i Grey Daze hanno coinvolto alcuni ospiti in fase di registrazione: il chitarrista Dave Navarro ha realizzato un assolo in Holding You, Richard Patrick dei Filter ha prestato la propria voce per Believe Me e infine le figlie di Bennington, Lily e Lila, hanno realizzato i cori per Hole.

## Promozione
In concomitanza con l'annuncio dell'album, il 15 aprile 2022 il gruppo ha pubblicato il primo singolo Saturation (Strange Love), rivisitazione di Saturation di ...No Sun Today, accompagnato da un video musicale diretto da Marc Silverstein. Come secondo singolo è stato estratto Starting to Fly, anch'esso accompagnato da un video.

## Tracce
Testi e musiche di Chester Bennington, Sean Dowdell, Mace Beyers, Cristin Davis e Esjay Jones, eccetto dove indicato.
1. Saturation (Strange Love) – 3:55
2. Starting to Fly – 3:28
3. Be Your Man – 3:40
4. Holding You (featuring Dave Navarro) – 4:15
5. Hole (featuring Lily and Lila Bennington) – 4:35
6. Drag – 3:33
7. Believe Me (featuring Richard Patrick) – 3:53
8. Anything, Anything – 3:48 – originariamente interpretata dai Dramarama
9. Spin – 4:06 (John Easdale)
10. Wake Me – 3:25

Traccia bonus nell'edizione giapponese
1. B12_demo.1997.aiff – 2:33

## Formazione
Gruppo
- Chester Bennington – voce
- Sean Dowdell – batteria, cori (tracce 2 e 8)
- Mace Beyers – basso
- Cristin Davis – chitarra

Altri musicisti
- Dave Navarro – chitarra solista (traccia 4)
- Lily Bennington – cori (traccia 5)
- Lila Bennington – cori (traccia 5)
- Richard Patrick – voce (traccia 7)
- Heidi Gadd – violino elettrico (traccia 7)

Produzione
- Esjay Jones – produzione
- Grey Daze – produzione esecutiva
- Brian Virtue – registrazione
- Nate Haessly – assistenza alla registrazione
- Lucas D'Angelo – missaggio
- Ilan Benitah – assistenza al missaggio
- Emily Lazar – mastering

## Classifiche
| Classifica (2022) | Posizione massima |
| ----------------- | ----------------- |
| Germania          | 27                |
| Svizzera          | 87                |